# Lubnice (Berane)
Lubnice este un sat din comuna Berane, Muntenegru. Conform datelor de la recensământul din 2003, localitatea are 245 de locuitori (la recensământul din 1991 erau 244 de locuitori).

## Demografie
În satul Lubnice locuiesc 189 de persoane adulte, iar vârsta medie a populației este de 42,4 de ani (38,8 la bărbați și 45,9 la femei). În localitate sunt 78 de gospodării, iar numărul mediu de membri în gospodărie este de 3,14.
Populația localității este foarte eterogenă.
|  |

| Demografie | Demografie | Demografie |
| An         | Locuitori  | Locuitori  |
| ---------- | ---------- | ---------- |
|            |            |            |
|            |            |            |
|            |            |            |
|            |            |            |
| 1948       | 490        |            |
| 1953       | 650        |            |
| 1961       | 644        |            |
| 1971       | 545        |            |
| 1981       | 368        |            |
| 1991       | 244        | 243        |
| 2003       | 256        | 245        |

| \| Componența etnică conform recensământului din 2003[2] \| Componența etnică conform recensământului din 2003[2] \| Componența etnică conform recensământului din 2003[2] \| Componența etnică conform recensământului din 2003[2] \| Componența etnică conform recensământului din 2003[2] \| \| ----------------------------------------------------- \| ----------------------------------------------------- \| ----------------------------------------------------- \| ----------------------------------------------------- \| ----------------------------------------------------- \| \| \| \| \| \| \| \| Sârbi \| Sârbi \| \| 133 \| 54,28% \| \| Muntenegreni \| Muntenegreni \| \| 103 \| 42,04% \| \| Iugoslavi \| Iugoslavi \| \| 2 \| 0,81% \| \| necunoscută \| necunoscută \| \| 1 \| 0,4% \| |              |  |     |        |
| Componența etnică conform recensământului din 2003 |              |  |     |        |
| |              |  |     |        |
| Sârbi | Sârbi        |  | 133 | 54,28% |
| Muntenegreni | Muntenegreni |  | 103 | 42,04% |
| Iugoslavi | Iugoslavi    |  | 2   | 0,81%  |
| necunoscută | necunoscută  |  | 1   | 0,4%   |